# Garrafe de Torío (kommun)
Garrafe de Torío är en kommun i Spanien.   Den ligger i provinsen Provincia de León och regionen Kastilien och Leon, i den norra delen av landet, 300 km nordväst om huvudstaden Madrid. Antalet invånare är 1 374. Arean är 125 kvadratkilometer. Garrafe de Torío gränsar till Villaquilambre, Sariegos, Cuadros, La Robla, Matallana de Torío, Santa Colomba de Curueño, Vegas del Condado och Valdefresno. 
Terrängen i Garrafe de Torío är kuperad österut, men västerut är den platt.